# Ферретти, Эмилио
Эмилио Ферретти (итал. Emilio Ferretti, также лат. Aemilius Feretus и фр. Émile Ferret, при рождении получил имя Доменико, но впоследствии изменил его; 14 ноября 1489, Кастельфранко-ди-Сотто — 15 июля 1552, Авиньон) — французский юрист итальянского происхождения.

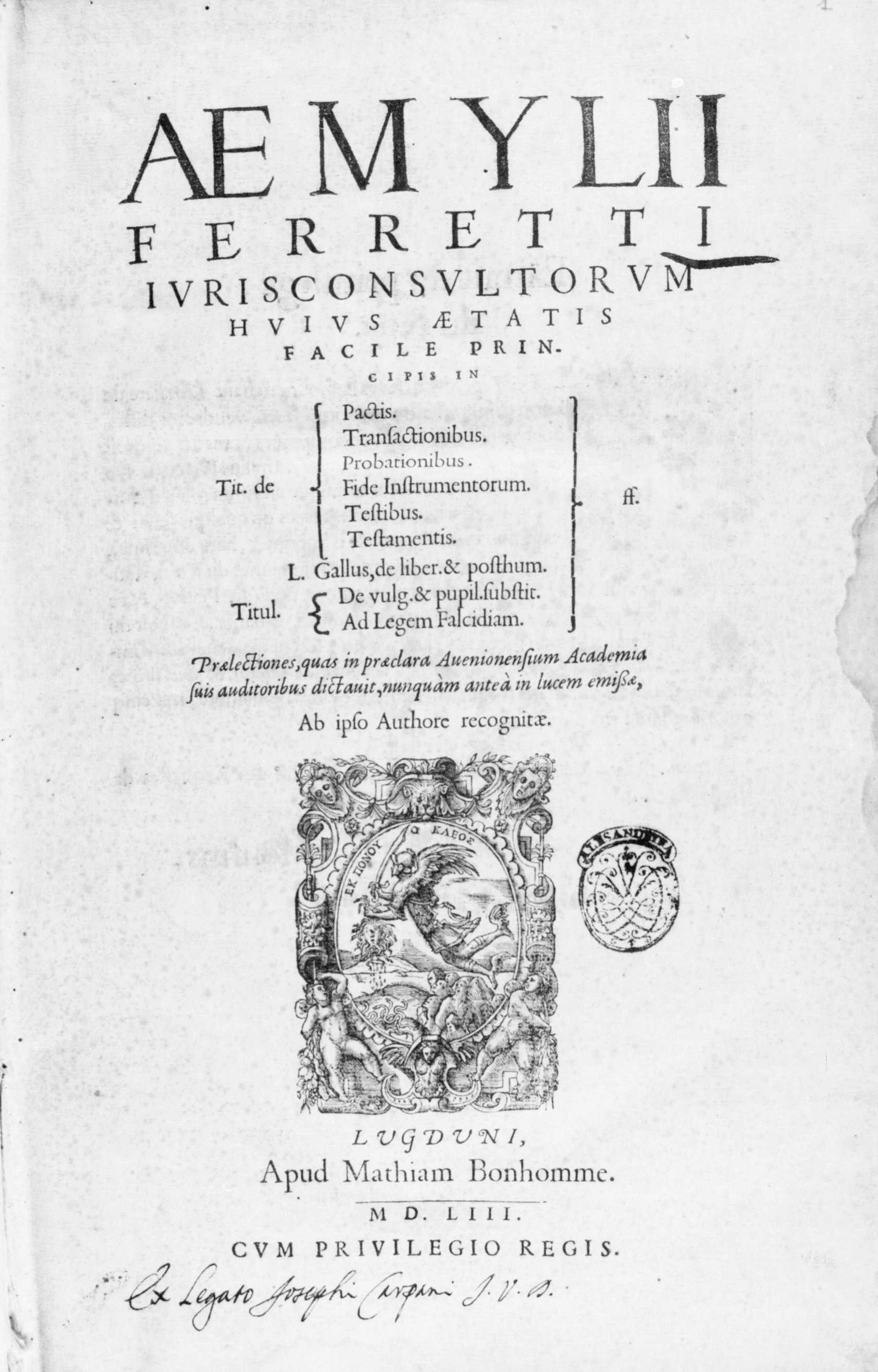
In titulum De pactis, transactionibus, probationibus, fide instrumentorum, testibus, testamentis, 1553

Вырос в Равенне. Изучал право в Пизанском университете под руководством Камилло Петруччи и Джованни Крото, затем учился также в Сиене. В 19-летнем возрасте получил звание адвоката. Работал секретарём у Джованни Сальвиати (будущего кардинала), а затем у его дяди, папы Льва X. Далее поступил на службу к маркграфу Монферрато Гульельмо IX и сопровождал его во время неудачного военного похода, попав после Битвы при Павии в испанский плен.
Освободившись из плена путём уплаты выкупа, Ферретти отправился во Францию и стал преподавать в Валансском университете, где быстро приобрёл репутацию крупного юриста. Франциск I пригласил его для работы в Парижском парламенте, затем для дипломатических переговоров с Венецианской республикой и Флоренцией. Ставший маркграфом Монферрато Федерико II Гонзага отозвал Ферретти с французской службы и направил его посланником ко двору императора Карла V; сопровождая императора, Ферретти отправился на театр Тунисской войны, а в 1538 году участвовал в мирных переговорах в Ницце между Франциском и Карлом. Оставив государственную службу, работал в Лионе и во Флоренции, пока в середине 1540-х гг. не занял кафедру права в Авиньонском университете (где у него, в частности, учился Пьер Боэтюо). Университет первоначально назначил ему жалование в 550 экю, в дальнейшем эта сумма выросла до 1000 экю, сделав Ферретти самым высокооплачиваемым профессором в истории университета.
Ферретти напечатал несколько книг правовых комментариев. Под редакцией Ферретти изданы речи Цицерона и «Анналы» Тацита; отдельным изданием вышел также его комментарий к Тациту (лат. In Cornelii Taciti Annalium libros Aemylii Ferretti iurisconsulti annotatiunculae; 1541). Интерес для истории литературы представляет сохранившееся письмо Ферретти Маргарите Наваррской (1545) с высокой оценкой французского перевода «Декамерона» Бокаччо, выполненного Антуаном Ле-Маконом.